# Goerodes nanseiensis
Goerodes nanseiensis är en nattsländeart som beskrevs av Ito 1990. Goerodes nanseiensis ingår i släktet Goerodes och familjen kantrörsnattsländor. Inga underarter finns listade i Catalogue of Life.